# Faits alternatifs
Ne doit pas être confondu avec réalité alternative.

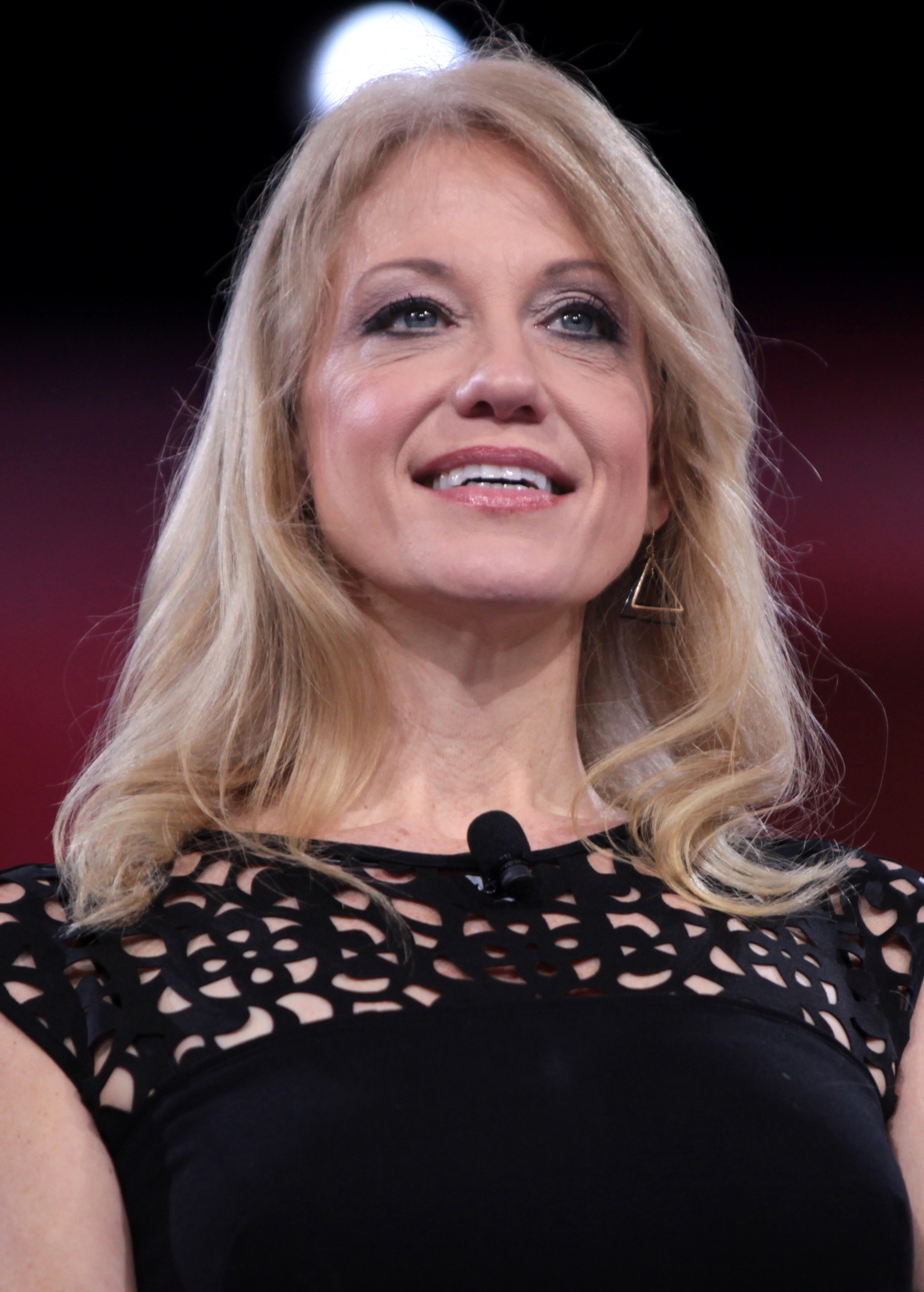
Kellyanne Conway (ici en 2016) est à l'origine de l'expression « faits alternatifs ».

« Faits alternatifs » (en anglais : alternative facts) est une expression utilisée en janvier 2017 par Kellyanne Conway, conseillère du président américain Donald Trump, pour minimiser l'appréciation volontairement erronée de Sean Spicer, porte-parole de la Maison-Blanche, du nombre de participants, la veille, à l'investiture du président,,,.

## Contexte

### Contexte du moment
L'histoire se déroule en deux temps :
- Samedi 21 janvier 2017, Sean Spicer tient sa première conférence de presse. Accusant l'ensemble des médias d'avoir délibérément sous-estimé l'importance de la foule lors de la cérémonie d'investiture du président Trump, il prétend qu'elle a attiré « la plus grande audience à avoir assisté à une investiture, point final. » Or toutes les données disponibles démontrent que ses affirmations sont fausses[6],[7]. Spicer déclare également que les revêtements de sol blancs ont été utilisés pour la première fois et que leur effet visuel a donné l'impression que l'audience était faible. En réalité, ces revêtements ont déjà été utilisés en 2013, quand Barack Obama a prêté serment pour son second mandat[8]. Spicer tourne alors les talons, sans répondre aux journalistes qui lui demandent de se justifier[9].
- Le lendemain, lors d'une autre rencontre avec la presse, le journaliste Chuck Todd (NBC News) prie Kellyanne Conway d'expliquer pourquoi Spicer a recouru à un « mensonge manifeste ». Elle lui répond alors : « ne soyez pas trop dramatique à ce sujet, Chuck, vous dites que c'est un mensonge […], notre porte-parole, Sean Spicer, a donné des faits alternatifs[10],[11] », à savoir que l'audience participant à l'investiture de Trump ne pouvait ni être prouvée ni quantifiée[12]. Todd lui rétorque alors : « Les faits alternatifs ne sont pas des faits. Ce sont des mensonges[13]. »

Les choses ne s'arrêtent pas là. Le 23 janvier, Sean Spicer tient son premier point presse quotidien. Alors que des dizaines de réactions moqueuses ou enflammées ont fusé dans la presse et les réseaux sociaux (cf. infra), il revient sur ses propos et ceux de Conway : 

« Notre intention est de ne jamais vous mentir. […] Je veux avoir une relation saine avec la presse. »

Il répond cette fois aux questions d'une quarantaine de représentants des médias mais, le lendemain, peu après que le président Trump a affirmé à différents responsables du Congrès, qu'entre trois et cinq millions de personnes en situation irrégulière ont voté aux élections du 8 novembre et l'ont privé d'un succès populaire, Sean Spicer n'est pas en mesure d'apporter des éléments de preuve à plusieurs journalistes qui le lui demandent.
Aux États-Unis, les commentaires sur les déclarations de Spicer et Conway sont si nombreux, notamment sur Twitter, que le roman 1984 connaît un regain de popularité. Dans cette œuvre de dystopie publiée en 1949, l'écrivain George Orwell décrivait un monde totalitaire où le pouvoir contrôle les médias, ce qui lui permet de véhiculer des faits totalement imaginés par lui afin d'assurer sa propagande et, à l'inverse, de faire retirer des archives le recensement de faits réels susceptibles de nuire à sa réputation.

### Contexte général
Les propos de la conseillère du président interviennent après que la plupart des commentateurs politiques ont souligné que, durant toute sa campagne, Trump a recouru à des mensonges grossiers et des propos calomnieux à l'égard de sa rivale (Hilary Clinton), du président en titre (Barack Obama), de la majorité des médias, de l'establishment, etc. ; ce qui ne l'a pas empêché d'être élu.
Ce changement radical de ton, ainsi que le fait qu'un homme politique puisse ouvertement et régulièrement remettre en cause la probité des journalistes, est généralement décrit à travers le concept « post-vérité ».

## Réactions
Dès les heures qui ont suivi la conférence de presse de Spicer et la déclaration de Conway, des réactions ont fusé dans la presse et les médias sociaux, notamment aux États-Unis.

### Aux États-Unis

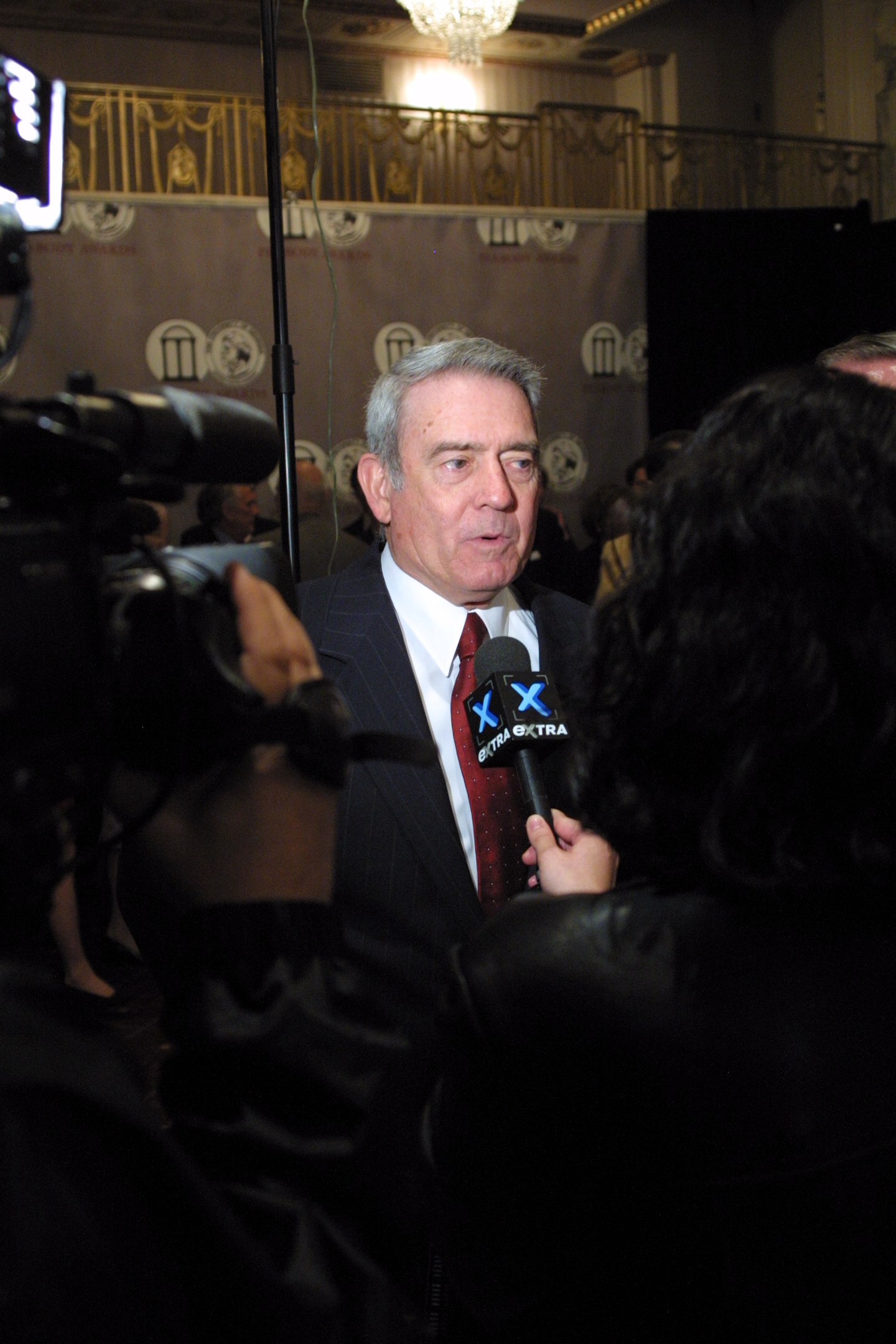
Dan Rather en 2002.

Le journaliste Dan Rather a vivement critiqué l'administration présidentielle américaine sur sa page Facebook, : 

« Nous ne vivons pas une époque normale. Ce sont des temps extraordinaires. Le porte-parole du président des États-Unis utilise un mensonge orwellien. […] Lors de sa première apparition devant les journalistes, il menace, intimide, ment, et puis sort de la salle, sans avoir eu « les couilles » de répondre à une seule question… Les faits et la vérité ne sont pas partisans. Ils sont le socle de notre démocratie. Et soit vous êtes avec les faits, avec nous, avec notre Constitution, avec notre histoire et l'avenir de notre nation, soit vous êtes contre. »

Après vérification, le New York Times a réagi en publiant deux photos et en invitant à les comparer : l'une montre la foule présente lors de la cérémonie d'investiture de Barack Obama en 2009, l'autre le public présent huit ans plus tard pendant celle de Donald Trump.

Les propos de Conway ont été brocardés par des dizaines d'anonymes et de célébrités. Ainsi la rockeuse et actrice Courtney Love, connue pour ses postures publiques sulfureuses, a publié plusieurs messages sur son compte Instagram, dont ceux-ci : 

« Je n'ai JAMAIS pris de drogue dans ma vie, ou n'ai jamais juré en public, ou fumé une cigarette. - #alternativefacts » et « on me compare souvent à Grace Kelly ou Jackie O pour mes manières et ma politesse. - #alternativefacts. »

### En France
Laurence Nardon, de l’Institut français des relations internationales, estime que « l’administration Trump n’a plus honte de ses mensonges. Pour (ses membres), la vérité factuelle n’a plus d’importance. Elle passe au second plan derrière l’idéologie. » Mais l’engagement affiché de nombreuses rédactions risque d’entamer leur crédibilité : « Il y a, d’un côté, les médias prodémocrates ou anti-Trump, comme le New York Times, le Washington Post ou MSNBC, et de l’autre Fox News ou Breitbart, que l’on qualifierait d’extrême droite en France. Au milieu, il n’y a plus de médias fédérateurs. Cela dessert leur cause et n’apaise pas les esprits. »

### Au Québec
Le linguiste Lionel Meney souligne le côté équivoque de l'expression : « (le terme « alternatif ») est largement entré dans l'usage. Donc l'expression «  faits alternatifs » n'est pas à rejeter absolument, à moins d'être très puriste. Maintenant, si l'on veut faire comprendre de quoi il s'agit, on peut dire que ces alternative facts sont des « faits qui infirment » ce que les medias ont dit, des « faits opposés » à ceux des medias, des « faits en contradiction avec » ce qu'ont dit les médias, d'« autres faits ». Ce sont, en quelque sorte, des « contre-faits ». Mais, par son côté équivoque, l'expression est assez amusante dans la mesure où les « contre-faits » ont peut-être été « contrefaits »… »

## Entrée dans le langage courant
L'expression « fait alternatif », qui avait surpris par son caractère équivoque lorsque Kellyanne Conway l'a utilisé, entre par la suite dans le langage courant pour signifier un mensonge grossier. La presse l'utilise notamment en France lors du scandale Fillon. Le 7 février, le journal Libération publie un article titré « Les faits alternatifs de François Fillon » sans jamais problématiser l'expression à la différence par exemple de France Info, qui utilise des guillemets et rappelle l'historique de la formule.
En effet, le 5 mars 2017 au journal 20h de France 2, François Fillon, candidat à la présidentielle de 2017 et soupçonné d'avoir fait profiter son épouse d'un emploi fictif, a affirmé que des médias avaient annoncé le suicide de celle-ci, sans toutefois étayer ses dires,. Le jour-même, il affirme que 200 000 personnes avaient participé à un rassemblement au soutien à sa candidature au Trocadéro alors que la place ne peut contenir plus de 40 000 individus. Et le 8, il affirme qu'une jeune fille habitant le Vaucluse lui aurait envoyé, à l'époque où il était à la tête du gouvernement, une lettre dénonçant un jeu consistant à « envoyer des lames de rasoir au lance-pierres dans les jambes des filles qui portaient des jupes courtes. »
Le 23 mars 2017, sur France 2, le député socialiste Jérôme Guedj, soutien de Benoît Hamon à la présidentielle, affirme que « François Fillon est comme Donald Trump, il manie des faits alternatifs », précisant : « on a (affaire à) quelque chose qui frise avec le pathologique ». Le 20 avril 2017, également sur France 2, lors d'une émission réunissant les onze candidats à la présidence de la République, et alors qu'un attentat vient de viser un groupe de policiers sur les Champs-Élysées, François Fillon déclare que  « d'autres violences sont en cours à Paris », ce qui est aussitôt démenti par la préfecture de police et déclenche une polémique. La presse affirme alors que François Fillon répand des « rumeurs ».